# Zemljina jezgra
Jezgra je središnji dio Zemljine unutrašnjosti koja je izgrađena od tekućeg vanjskog i čvrstog unutarnjeg dijela. Na osnovi magnetizma i astronomskih podataka (meteorita) zaključilo se da je jezgra metalna i to najvećim dijelom željezna dok su nikal i nemetali kisik, silicij i sumpor neznatno prisutni.
Kroz jezgru prolaze samo primarni seizmički valovi. Sekundarni seizmički valovi (koji se od primarnih razlikuju i po tome što ne prolaze kroz tekuće tvari) ne prolaze kroz jezgru što se vidi po zoni sjene koja je znatno veća od zone sjene primarnih valova. To ukazuje da je vanjski dio jezgre u tekućem stanju ili se barem ponaša kao tekuća materija.  
Oko 10% meteora je izgrađeno od željeza i vrlo male količine nikla. Za meteore se smatra da su materijal zaostao od nastanka našeg Sunčevog sustava pa se smatra da bi od takvih dijelova mogla biti izgrađena jezgra Zemlje, pogotovo što je preostalih 90% meteora izgrađeno od ultrabazičnih stijena od kojih je izgrađen i Zemljin plašt.